# خليفة شلتوت
خليفة شلتوت، ولد في نوفمبر 1939 بتونس العاصمة، رسام وحفار تونسي. درس فن الحفر بباريس وأحرز فيه على دبلوم مدرسة الفنون الجميلة بباريس عام 1969. كما أقام عام 1976 بمدينة الفنون بباريس. وهو أستاذ بالمعهد التكنولوجي والهندسة المعمارية والتعمير بتونس. أقام أول معرض شخصي له بقاعة الأخبار- تونس عام 1979 وفي السنة الموالية أقام بنفس المكان معرضا شخصيا لمحفوراته على البلور.